# Pheidole bruchi
Pheidole bruchi är en myrart som beskrevs av Auguste-Henri Forel 1914. Pheidole bruchi ingår i släktet Pheidole och familjen myror.

## Underarter
Arten delas in i följande underarter:
- P. b. bruchi
- P. b. brunnescens